# Pływanie na Letnich Igrzyskach Olimpijskich 2024 – 1500 m stylem dowolnym mężczyzn
1500 m stylem dowolnym mężczyzn – konkurencja pływacka, która odbyła się podczas Letnich Igrzysk Olimpijskich 2024 w Paryżu. Eliminacje zostały rozegrane 3 sierpnia, a finał 4 sierpnia 2024.

## Terminarz
| Data            | Godzina rozpoczęcia (CET) | Runda      |
| --------------- | ------------------------- | ---------- |
| 3 sierpnia 2024 | 11:30                     | Eliminacje |
| 4 sierpnia 2024 | 18:37                     | Finał      |

## Rekordy
Rekord świata i rekord olimpijski przed rozpoczęciem zawodów:
| Rekord            | Zawodnik | Czas     | Miejsce | Data            |
| ----------------- | -------- | -------- | ------- | --------------- |
| Rekord świata     | Sun Yang | 14:31,02 | Londyn  | 4 sierpnia 2012 |
| Rekord olimpijski | Sun Yang | 14:31,02 | Londyn  | 4 sierpnia 2012 |

W trakcie zawodów ustanowiono następujące rekordy:
| Data       | Etap konkurencji | Zawodnik     | Czas     | Rekord |
| ---------- | ---------------- | ------------ | -------- | ------ |
| 4 sierpnia | finał            | Robert Finke | 14:30,67 | WR     |

## Wyniki

### Eliminacje
| Miejsce | Wyścig | Tor | Zawodnik              | Reprezentacja     | Czas       | Uwagi |
| ------- | ------ | --- | --------------------- | ----------------- | ---------- | ----- |
| 1.      | 3      | 4   | Daniel Wiffen         | Irlandia          | 14:40,34   | Q     |
| 2.      | 3      | 3   | Gregorio Paltrinieri  | Włochy            | 14:42,56   | Q     |
| 3.      | 4      | 7   | Ahmed Jaouadi         | Tunezja           | 14:44,20   | Q     |
| 4.      | 3      | 6   | David Aubry           | Francja           | 14:44,90   | Q     |
| 5.      | 2      | 4   | Kuzey Tunçelli        | Turcja            | 14:45,27   | Q     |
| 6.      | 4      | 4   | Robert Finke          | Stany Zjednoczone | 14:45,31   | Q     |
| 7.      | 3      | 1   | Damien Joly           | Francja           | 14:45,52   | Q     |
| 8.      | 4      | 2   | Dávid Betlehem        | Węgry             | 14:45,59   | Q,    |
| 9.      | 4      | 1   | Fei Liwei             | Chiny             | 14:50,06   |       |
| 10.     | 4      | 6   | Sven Schwarz          | Niemcy            | 14:51,97   |       |
| 11.     | 3      | 8   | Zalán Sárkány         | Węgry             | 14:52,42   |       |
| 12.     | 3      | 7   | Luca de Tullio        | Włochy            | 14:55,61   |       |
| 13.     | 3      | 5   | Samuel Short          | Australia         | 14:58,15   |       |
| 14.     | 4      | 5   | Florian Wellbrock     | Niemcy            | 15:01,88   |       |
| 15.     | 3      | 2   | Daniel Jervis         | Wielka Brytania   | 15:03,75   |       |
| 16.     | 2      | 8   | Krzysztof Chmielewski | Polska            | 15:04,99   |       |
| 17.     | 2      | 2   | Victor Johansson      | Szwecja           | 15:05,62   |       |
| 18.     | 4      | 8   | David Johnston        | Stany Zjednoczone | 15:10,64   |       |
| 19.     | 1      | 5   | Dimitrios Markos      | Grecja            | 15:11,19   |       |
| 20.     | 2      | 6   | Henrik Christiansen   | Norwegia          | 15:14,11   |       |
| 21.     | 1      | 4   | Nguyễn Huy Hoàng      | Wietnam           | 15:18,63   |       |
| 22.     | 2      | 3   | Carlos Garach         | Hiszpania         | 15:20,84   |       |
| 23.     | 2      | 1   | Emir Batur Albayrak   | Turcja            | 15:23,21   |       |
| 24.     | 1      | 3   | Rodolfo Falcón Jr     | Kuba              | 16:00,31   |       |
| 25. !   | 2      | 5   | Marwan Elkamash       | Egipt             | 16:10,00 ! | DNS   |
| 25. !   | 2      | 7   | Vlad Stancu           | Rumunia           | 16:10,00 ! | DNS   |
| 25. !   | 4      | 3   | Mychajło Romanczuk    | Ukraina           | 16:10,00 ! | DNS   |

### Finał
| Miejsce | Tor | Zawodnik             | Reprezentacja     | Czas     | Uwagi |
| ------- | --- | -------------------- | ----------------- | -------- | ----- |
| 1 !     | 7   | Robert Finke         | Stany Zjednoczone | 14:30,67 | WR    |
| 2 !     | 5   | Gregorio Paltrinieri | Włochy            | 14:34,55 |       |
| 3 !     | 4   | Daniel Wiffen        | Irlandia          | 14:39,63 |       |
| 4.      | 8   | Dávid Betlehem       | Węgry             | 14:40,91 | NR    |
| 5.      | 2   | Kuzey Tunçelli       | Turcja            | 14:41,22 | NR    |
| 6.      | 3   | Ahmed Jaouadi        | Tunezja           | 14:43,35 |       |
| 7.      | 6   | David Aubry          | Francja           | 14:44,66 | NR    |
| 8.      | 1   | Damien Joly          | Francja           | 14:52,61 |       |